# 200 mètres féminin aux Jeux olympiques d'été de 2020
Pour des articles plus généraux, voir Athlétisme aux Jeux olympiques d'été de 2020 et 200 mètres aux Jeux olympiques.
Navigation
Rio 2016 Paris 2024
L'épreuve du 200 mètres féminin aux Jeux olympiques de 2020 se déroule les 2 et 3 août 2021 au Stade olympique national de Tokyo, au Japon.

## Records
Avant cette compétition, les records dans cette discipline étaient les suivants : 
| Record du monde  | Florence Griffith-Joyner (USA) | 21 s 34 | Séoul | 29 septembre 1988 |
| Record olympique | Florence Griffith-Joyner (USA) | 21 s 34 | Séoul | 29 septembre 1988 |

## Résultats

### Finale
| Rang               | Couloir | Athlète                 | Pays          | Temps de réaction | Temps   | Notes |
| ------------------ | ------- | ----------------------- | ------------- | ----------------- | ------- | ----- |
| Médaille d'or      | 7       | Elaine Thompson-Herah   | Jamaïque      | 0.173             | 21 s 53 | NR    |
| Médaille d'argent  | 5       | Christine Mboma         | Namibie       | 0.169             | 21 s 81 | WJR   |
| Médaille de bronze | 3       | Gabrielle Thomas        | États-Unis    | 0.159             | 21 s 87 |       |
| 4                  | 4       | Shelly-Ann Fraser-Pryce | Jamaïque      | 0.141             | 21 s 94 |       |
| 5                  | 6       | Marie-Josée Ta Lou      | Côte d'Ivoire | 0.150             | 22 s 27 |       |
| 6                  | 8       | Beatrice Masilingi      | Namibie       | 0.166             | 22 s 28 | PB    |
| 7                  | 2       | Mujinga Kambundji       | Suisse        | 0.147             | 22 s 30 |       |
| 8                  | 9       | Shaunae Miller-Uibo     | Bahamas       | 0.145             | 24 s 00 |       |
|                    |         |                         |               | vent :            |         |       |

### Demi-finales
Les 2 premières de chaque série (Q) et les 2 meilleurs temps (q) se qualifient pour la finale.

#### Demi-finale 1
| Rang | Couloir | Athlète                 | Pays       | Temps de réaction | Temps   | Notes     |
| ---- | ------- | ----------------------- | ---------- | ----------------- | ------- | --------- |
| 1    | 6       | Shelly-Ann Fraser-Pryce | Jamaïque   | 0.143             | 22 s 13 | Q         |
| 2    | 4       | Beatrice Masilingi      | Namibie    | 0.181             | 22 s 40 | Q, PB     |
| 3    | 5       | Anthonique Strachan     | Bahamas    | 0.153             | 22 s 56 | (.551) SB |
| 4    | 9       | Riley Day               | Australie  | 0.147             | 22 s 56 | (.557) PB |
| 5    | 7       | Jenna Prandini          | États-Unis | 0.142             | 22 s 57 |           |
| 6    | 2       | Dafne Schippers         | Pays-Bas   | 0.151             | 23 s 03 |           |
| 7    | 8       | Lorene Bazolo           | Portugal   | 0.138             | 23 s 20 |           |
| 8    | 3       | Lisa Marie Kwayie       | Allemagne  | 0.169             | 23 s 42 |           |
|      |         |                         |            | vent : +0.3m/s    |         |           |

#### Demi-finale 2
| Rang | Couloir | Athlète                       | Pays            | Temps de réaction | Temps   | Notes  |
| ---- | ------- | ----------------------------- | --------------- | ----------------- | ------- | ------ |
| 1    | 9       | Elaine Thompson-Herah         | Jamaïque        | 0.165             | 21 s 66 | Q, PB  |
| 2    | 4       | Christine Mboma               | Namibie         | 0.168             | 21 s 97 | Q, WJR |
| 3    | 6       | Gabrielle Thomas              | États-Unis      | 0.144             | 22 s 01 | q      |
| 4    | 5       | Gina Bass                     | Gambie          | 0.117             | 22 s 67 |        |
| 5    | 8       | Beth Dobbin                   | Grande-Bretagne | 0.145             | 22 s 85 |        |
| 6    | 7       | Crystal Emmanuel              | Canada          | 0.166             | 23 s 05 |        |
| 7    | 2       | Gémima Joseph                 | France          | 0.168             | 23 s 19 |        |
| 8    | 1       | Gloria Hooper                 | Italie          | 0.197             | 23 s 28 |        |
| 9    | 3       | Rafaéla Spanoudáki-Chatziríga | Grèce           | 0.117             | 23 s 38 |        |
|      |         |                               |                 | vent : +0.3m/s    |         |        |

#### Demi-finale 3
| Rang | Couloir | Athlète                 | Pays          | Temps de réaction | Temps   | Notes |
| ---- | ------- | ----------------------- | ------------- | ----------------- | ------- | ----- |
| 1    | 6       | Marie-Josée Ta Lou      | Côte d'Ivoire | 0.178             | 22 s 11 | Q, SB |
| 2    | 5       | Shaunae Miller-Uibo     | Bahamas       | 0.154             | 22 s 14 | Q     |
| 3    | 7       | Mujinga Kambundji       | Suisse        | 0.139             | 22 s 26 | =NR   |
| 4    | 9       | Nzubechi Grace Nwokocha | Nigeria       | 0.172             | 22 s 47 | PB    |
| 5    | 8       | Aminatou Seyni          | Niger         | 0.156             | 22 s 54 | NR    |
| 6    | 4       | Anavia Battle           | États-Unis    | 0.167             | 23 s 02 |       |
| 7    | 2       | Imke Vervaet            | Belgique      | 0.139             | 23 s 31 |       |
| 8    | 3       | Dalia Kaddari           | Italie        | 0.134             | 23 s 41 |       |
|      |         |                         |               | vent : +0.1 m/s   |         |       |

### Séries
Les 3 premières de chaque série (Q) et les 3 meilleurs temps (q) se qualifient pour les demi-finales.

#### Série 1
| Rang | Couloir | Athlète                 | Pays          | Temps de réaction | Temps | Notes |
| ---- | ------- | ----------------------- | ------------- | ----------------- | ----- | ----- |
| 1    | 6       | Marie-Josée Ta Lou      | Côte d'Ivoire | 0.170             | 22.30 | Q     |
| 2    | 3       | Shaunae Miller-Uibo     | Bahamas       | 0.137             | 22.40 | Q     |
| 3    | 7       | Nzubechi Grace Nwokocha | Nigeria       | 0.156             | 22.47 | Q, PB |
| 4    | 4       | Gloria Hooper           | Italie        | 0.191             | 23.16 | SB    |
| 5    | 2       | Ana Carolina Azevedo    | Brésil        | 0.192             | 23.20 | SB    |
| 6    | 5       | Olga Safronova          | Kazakhstan    | 0.162             | 23.64 |       |
|      |         |                         |               | vent : +0.3 m/s   |       |       |

#### Série 2
| Rang | Couloir | Athlète                       | Pays          | Temps de réaction | Temps | Notes |
| ---- | ------- | ----------------------------- | ------------- | ----------------- | ----- | ----- |
| 1    | 6       | Shelly-Ann Fraser-Pryce       | Jamaïque      | 0.140             | 22.22 | Q     |
| 2    | 3       | Beatrice Masilingi            | Namibie       | 0.185             | 22.63 | Q, NR |
| 3    | 2       | Dafne Schippers               | Pays-Bas      | 0.151             | 23.13 | Q     |
| 4    | 8       | Lisa Marie Kwayie             | Allemagne     | 0.169             | 23.14 | q     |
| 5    | 7       | Rafaéla Spanoudáki-Chatziríga | Grèce         | 0.131             | 23.16 | q     |
| 6    | 4       | Lucia Moris                   | Soudan du Sud | 0.149             | 25.24 |       |
| 7    | 5       | Najma Parveen                 | Pakistan      | 0.173             | 28.12 | SB    |
|      |         |                               |               | vent : +0.4 m/s   |       |       |

#### Série 3
| Rang | Couloir | Athlète           | Pays       | Temps de réaction | Temps | Notes |
| ---- | ------- | ----------------- | ---------- | ----------------- | ----- | ----- |
| 1    | 8       | Mujinga Kambundji | Suisse     | 0.129             | 22.26 | Q, NR |
| 2    | 5       | Anavia Battle     | États-Unis | 0.129             | 22.54 | Q     |
| 3    | 4       | Gémima Joseph     | France     | 0.153             | 22.94 | Q     |
| 4    | 7       | Jaël Bestué       | Espagne    | 0.171             | 23.19 | PB    |
| 5    | 6       | Inna Eftimova     | Bulgarie   | 0.141             | 23.42 |       |
|      |         |                   |            | vent : -0.2 m/s   |       |       |

#### Série 4
| Rang | Couloir | Athlète                 | Pays       | Temps de réaction | Temps | Notes |
| ---- | ------- | ----------------------- | ---------- | ----------------- | ----- | ----- |
| 1    | 3       | Christine Mboma         | Namibie    | 0.275             | 22.11 | Q, NR |
| 2    | 2       | Gabrielle Thomas        | États-Unis | 0.172             | 22.20 | Q     |
| 3    | 5       | Aminatou Seyni          | Niger      | 0.144             | 22.72 | Q, SB |
| 4    | 8       | Roda Njobvu             | Zambie     | 0.145             | 23.33 |       |
| 5    | 6       | Jessica-Bianca Wessolly | Allemagne  | 0.176             | 23.41 |       |
| 6    | 4       | Vitória Cristina Rosa   | Brésil     | 0.187             | 23.59 |       |
| 7    | 7       | Dutee Chand             | Inde       | 0.140             | 23.85 | SB    |
|      |         |                         |            | vent : +0.7 m/s   |       |       |

#### Série 5
| Rang | Couloir | Athlète                 | Pays      | Temps de réaction | Temps          | Notes  |
| ---- | ------- | ----------------------- | --------- | ----------------- | -------------- | ------ |
| 1    | 4       | Anthonique Strachan     | Bahamas   | 0.155             | 22.76          | Q, =SB |
| 2    | 6       | Lorene Bazolo           | Portugal  | 0.130             | 23.21          | Q      |
| 3    | 7       | Dalia Kaddari           | Italie    | 0.144             | 23.26 (23.251) | Q      |
| 4    | 2       | Shericka Jackson        | Jamaïque  | 0.167             | 23.26 (23.255) |        |
| 5    | 3       | Ivet Lalova-Collio      | Bulgarie  | 0.158             | 23.39          | SB     |
| 6    | 5       | Veronica Shanti Pereira | Singapour | 0.164             | 23.96          | SB     |
|      |         |                         |           | vent : -0.3 m/s   |                |        |

#### Série 6
| Rang | Couloir | Athlète               | Pays            | Temps de réaction | Temps | Notes  |
| ---- | ------- | --------------------- | --------------- | ----------------- | ----- | ------ |
| 1    | 6       | Crystal Emmanuel      | Canada          | 0.157             | 22.74 | Q, SB  |
| 2    | 8       | Beth Dobbin           | Grande-Bretagne | 0.136             | 22.78 | Q, =SB |
| 3    | 5       | Elaine Thompson-Herah | Jamaïque        | 0.165             | 22.86 | Q      |
| 4    | 4       | Imke Vervaet          | Belgique        | 0.138             | 23.05 | q, PB  |
| 5    | 7       | Phil Healy            | Irlande         | 0.140             | 23.21 | SB     |
|      |         |                       |                 | vent : +0.4 m/s   |       |        |

#### Série 7
| Rang | Couloir | Athlète              | Pays        | Temps de réaction | Temps | Notes |
| ---- | ------- | -------------------- | ----------- | ----------------- | ----- | ----- |
| 1    | 2       | Jenna Prandini       | États-Unis  | 0.163             | 22.56 | Q     |
| 2    | 6       | Gina Bass            | Gambie      | 0.158             | 22.74 | Q     |
| 3    | 7       | Riley Day            | Australie   | 0.155             | 22.94 | Q     |
| 4    | 5       | Maja Mihalinec Zidar | Slovénie    | 0.145             | 23.62 | SB    |
| 5    | 4       | Kristina Marie Knott | Philippines | 0.133             | 23.80 |       |
|      | 8       | Jamile Samuel        | Pays-Bas    |                   |       | DNS   |
|      |         |                      |             | vent : +0.9 m/s   |       |       |

## Légende
Records et Performances
- AR : Record continental (area record)
- CR : Record des championnats (championship record)
- MR : Record du meeting (meet record)
- NR : Record national (national record)
- OR : Record olympique (olympic record)
- PR : Record paralympique (paralympic record)
- PB : Record personnel (personal best)
- SB : Meilleure performance personnelle de la saison (season's best)
- WL : Meilleure performance mondiale de l'année (world leader)
- WJR : Record du monde junior (world junior record)
- WR : Record du monde (world record)

Circonstances et Conditions
- DNF : N'a pas terminé (did not finish)
- DNS : N'a pas pris le départ (did not start)
- DQ : Disqualification (disqualification)
- NM : Aucun essai valable enregistré (No Mark)
- Q : Qualifié « directement » au prochain tour (ou à la prochaine compétition), lors d'une compétition majeure, grâce au classement ou à la réalisation des minima (automatic qualifier)
- q : Qualifié au prochain tour (ou à la prochaine compétition), lors d'une compétition majeure, grâce au repêchage ou à la réalisation de l'une des meilleures performances parmi celles des « non qualifiés directement » (grâce au meilleur temps ou à la meilleure distance par exemple) (secondary qualifier)